# Tang-e Sorkh
Tang-e Sorkh (persiska: تنگ سرخ) är en ort i Iran.   Den ligger i provinsen Kohgiluyeh och Buyer Ahmad, i den centrala delen av landet, 600 km söder om huvudstaden Teheran. Tang-e Sorkh ligger 2 093 meter över havet och antalet invånare är 455.
Terrängen runt Tang-e Sorkh är huvudsakligen kuperad, men åt nordväst är den bergig. Tang-e Sorkh ligger nere i en dal. Runt Tang-e Sorkh är det ganska glesbefolkat, med 28 invånare per kvadratkilometer. Tang-e Sorkh är det största samhället i trakten. Omgivningarna runt Tang-e Sorkh är i huvudsak ett öppet busklandskap.